# Le Passeur (film, 1984)
Pour les articles homonymes, voir Le Passeur (homonymie) et On the Line.
Pour plus de détails, voir Fiche technique et Distribution.
Le Passeur (Río abajo en espagnol ou On the Line en anglais) est un film policier australo-américano-espagnol réalisé par José Luis Borau et sorti en 1984.

## Synopsis
La cohabitation politique et culturelle entre différents personnages vivant sur la frontière entre les États-Unis et le Mexique.

## Fiche technique
Sauf indication contraire, les informations mentionnées dans cette section peuvent être confirmées par la base de données cinématographiques IMDb,  présente dans la section « Liens externes ».
- Titre français : Le Passeur ou On the Line[1]
- Titre original espagnol : Río abajo[2],[3]
- Titre original américain : On the Line ou Downstream
- Réalisation : José Luis Borau
- Scénario : José Luis Borau, David Greig, Barbara Probst Solomon (en)
- Photographie : Teo Escamilla
- Montage : Curtiss Clayton
- Musique : Armando Manzanero, Georg Michalski, Sue Savage
- Décors : Phillip Thomas
- Costumes : Sawnie Baldridge
- Société de production : Amber Film, El Imán Cine y Televisión S.A.
- Pays de production :  Espagne -  États-Unis -  Australie
- Langues originales : espagnol, anglais
- Format : Couleur - 1,37:1 - Son mono - 35 mm
- Genre : Film policier[1]
- Durée : 103 minutes (1 h 43)
- Dates de sortie : 
  - Espagne : 8 novembre 1984 (Madrid)
  - Australie : 1985 (diffusion télévisuelle)
  - États-Unis : septembre 1987
  - France : 3 mai 1989

## Distribution
- David Carradine : Bryant
- Scott Wilson : Mitch
- Victoria Abril : Engracia
- Jeff Delger : Chuck
- Paul Richardson : Jonathan
- Sam Jaffe : El Gabacho

## Production
José Luis Borau a déclaré qu'il n'était pas favorable aux frontières ou aux nationalités. D'après lui, les frontières ne délimitent que les intérêts humains et l'égoïsme politique. Par conséquent, le film est une charge contre les frontières.